# Primera B Nacional 2005-2006
La Primera B Nacional 2005-2006 è stata la 20ª edizione del campionato argentino di calcio di seconda divisione. È iniziata il 4 agosto 2005 ed è terminata il 13 maggio 2006.

## Squadre partecipanti
| Club               | Città              | Stadio                                 | Stagione precedente           |
| ------------------ | ------------------ | -------------------------------------- | ----------------------------- |
| Aldosivi           | Mar del Plata      | Stadio José María Minella              | 2° in Torneo Argentino A      |
| Almagro            | Buenos Aires       | Stadio Tres de Febrero                 | 19° in Primera Division       |
| Atlético Rafaela   | Rafaela            | Stadio Nuevo Monumental                | 5°                            |
| Belgrano           | Córdoba            | Stadio Julio César Villagra            | 8°                            |
| Ben Hur            | Rafaela            | Stadio Parque Barrio Ilolay            | 1° in Torneo Argentino A      |
| CAI                | Comodoro Rivadavia | Stadio Municipal de Comodoro Rivadavia | 4°                            |
| Chacarita Juniors  | Buenos Aires       | Stadio Chacarita Juniors               | 16°                           |
| Defensa y Justicia | Florencio Varela   | Stadio Norberto Tomaghello             | 18°                           |
| El Porvenir        | Gerli              | Stadio Gildo Ghersinich                | 15°                           |
| Ferro Carril Oeste | Buenos Aires       | Stadio Arquitecto Ricardo Etcheverri   | 10°                           |
| Godoy Cruz         | Mendoza            | Stadio Malvinas Argentinas             | 13°                           |
| Huracán            | Buenos Aires       | Stadio Tomás Adolfo Ducó               | 4°                            |
| Huracán (TA)       | Tres Arroyos       | Stadio Roberto Lorenzo Bottino         | 20° in Primera Division       |
| Juv. Antoniana     | Salta              | Stadio Padre Ernesto Martearena        | 17°                           |
| Nueva Chicago      | Buenos Aires       | Stadio Nueva Chicago                   | 6°                            |
| San Martín (M)     | Mendoza            | Estadio General José de San Martín     | 7°                            |
| San Martín (SJ)    | San Juan           | Stadio Ingeniero Hilario Sánchez       | 9°                            |
| Talleres (C)       | Córdoba            | Stadio Mario Alberto Kempes            | 12°                           |
| Tigre              | Victoria           | Stadio José Dellagiovanna              | 1° in Primera B Metropolitana |
| Unión (SF)         | Santa Fe           | Stadio 15 aprile                       | 11°                           |

## Classifiche

### Apertura
|  | Pos. | Squadra            | Pt | G  | V  | N  | P  | GF | GS | DR  |
|  | ---- | ------------------ | -- | -- | -- | -- | -- | -- | -- | --- |
|  | 1.   | Godoy Cruz         | 40 | 19 | 12 | 4  | 3  | 29 | 14 | +15 |
|  | 2.   | Almagro            | 35 | 19 | 10 | 5  | 4  | 28 | 17 | +11 |
|  | 3.   | Chacarita Juniors  | 34 | 19 | 9  | 7  | 3  | 23 | 9  | +14 |
|  | 4.   | Huracán            | 34 | 19 | 10 | 4  | 5  | 26 | 16 | +10 |
|  | 5.   | Defensa y Justicia | 30 | 19 | 7  | 9  | 3  | 19 | 13 | +6  |
|  | 6.   | Ferro Carril Oeste | 29 | 19 | 8  | 5  | 6  | 15 | 15 | 0   |
|  | 7.   | Belgrano           | 27 | 19 | 7  | 6  | 6  | 19 | 20 | −1  |
|  | 8.   | Tigre              | 24 | 19 | 4  | 12 | 3  | 16 | 13 | +3  |
|  | 9.   | Ben Hur            | 24 | 19 | 6  | 6  | 7  | 20 | 19 | +1  |
|  | 10.  | Unión (SF)         | 24 | 19 | 5  | 9  | 5  | 29 | 29 | 0   |
|  | 11.  | Huracán (TA)       | 23 | 19 | 5  | 8  | 6  | 20 | 24 | −4  |
|  | 12.  | San Martín (SJ)    | 22 | 19 | 4  | 10 | 5  | 15 | 15 | 0   |
|  | 13.  | Talleres (C)       | 22 | 19 | 4  | 10 | 5  | 18 | 19 | −1  |
|  | 14.  | Atlético Rafaela   | 22 | 19 | 5  | 7  | 7  | 19 | 25 | −6  |
|  | 15.  | CAI                | 21 | 19 | 4  | 9  | 6  | 20 | 22 | −2  |
|  | 16.  | Juv. Antoniana     | 21 | 19 | 5  | 6  | 8  | 13 | 16 | −3  |
|  | 17.  | Nueva Chicago      | 19 | 19 | 2  | 13 | 4  | 23 | 25 | −2  |
|  | 18.  | Aldosivi           | 19 | 19 | 5  | 4  | 10 | 19 | 29 | −10 |
|  | 19.  | El Porvenir        | 16 | 19 | 4  | 4  | 11 | 18 | 30 | −12 |
|  | 20.  | San Martín (M)     | 13 | 19 | 3  | 4  | 12 | 13 | 32 | −19 |

### Clausura
|  | Pos. | Squadra            | Pt | G  | V  | N  | P  | GF | GS | DR  |
|  | ---- | ------------------ | -- | -- | -- | -- | -- | -- | -- | --- |
|  | 1.   | Nueva Chicago      | 35 | 19 | 10 | 5  | 4  | 30 | 20 | +10 |
|  | 2.   | Belgrano           | 35 | 19 | 11 | 2  | 6  | 29 | 19 | +10 |
|  | 3.   | San Martín (SJ)    | 33 | 19 | 9  | 6  | 4  | 23 | 15 | +8  |
|  | 4.   | Talleres (C)       | 33 | 19 | 9  | 6  | 4  | 27 | 20 | +7  |
|  | 5.   | Atlético Rafaela   | 31 | 19 | 8  | 7  | 4  | 27 | 21 | +6  |
|  | 6.   | Tigre              | 31 | 19 | 8  | 7  | 4  | 13 | 13 | 0   |
|  | 7.   | San Martín (M)     | 30 | 19 | 9  | 3  | 7  | 27 | 25 | +2  |
|  | 8.   | Aldosivi           | 29 | 19 | 9  | 2  | 8  | 20 | 21 | −1  |
|  | 9.   | Chacarita Juniors  | 26 | 19 | 6  | 8  | 5  | 24 | 18 | +6  |
|  | 10.  | Juv. Antoniana     | 26 | 19 | 8  | 2  | 9  | 23 | 20 | +3  |
|  | 11.  | Ben Hur            | 26 | 19 | 6  | 8  | 5  | 17 | 16 | +1  |
|  | 12.  | El Porvenir        | 24 | 19 | 7  | 3  | 9  | 14 | 23 | −9  |
|  | 13.  | Godoy Cruz         | 23 | 19 | 5  | 8  | 6  | 20 | 21 | −1  |
|  | 14.  | CAI                | 23 | 19 | 6  | 5  | 8  | 19 | 25 | −6  |
|  | 15.  | Huracán            | 22 | 19 | 6  | 4  | 9  | 27 | 29 | −2  |
|  | 16.  | Unión (SF)         | 22 | 19 | 4  | 10 | 5  | 16 | 19 | −3  |
|  | 17.  | Defensa y Justicia | 21 | 19 | 6  | 3  | 10 | 28 | 25 | +3  |
|  | 18.  | Almagro            | 17 | 19 | 3  | 8  | 8  | 14 | 24 | −10 |
|  | 19.  | Huracán (TA)       | 16 | 19 | 4  | 4  | 11 | 15 | 26 | −11 |
|  | 20.  | Ferro Carril Oeste | 14 | 19 | 3  | 5  | 11 | 15 | 28 | −13 |

### Generale
|  | Pos. | Squadra            | Pt | G  | V  | N  | P  | GF | GS | DR  |
|  | ---- | ------------------ | -- | -- | -- | -- | -- | -- | -- | --- |
|  | 1.   | Godoy Cruz         | 63 | 38 | 17 | 12 | 9  | 65 | 31 | +34 |
|  | 2.   | Belgrano           | 62 | 38 | 18 | 8  | 12 | 51 | 30 | +21 |
|  | 3.   | Chacarita Juniors  | 60 | 38 | 15 | 15 | 8  | 62 | 46 | +16 |
|  | 4.   | Huracán            | 56 | 38 | 16 | 8  | 14 | 51 | 31 | +20 |
|  | 5.   | San Martín (SJ)    | 55 | 38 | 13 | 16 | 9  | 38 | 30 | +8  |
|  | 6.   | Talleres (C)       | 55 | 38 | 13 | 16 | 9  | 45 | 39 | +6  |
|  | 7.   | Tigre              | 55 | 38 | 12 | 19 | 7  | 29 | 26 | +3  |
|  | 8.   | Nueva Chicago      | 54 | 38 | 12 | 18 | 8  | 53 | 45 | +8  |
|  | 9.   | Atlético Rafaela   | 53 | 38 | 13 | 14 | 11 | 46 | 46 | 0   |
|  | 10.  | Almagro            | 52 | 38 | 13 | 13 | 12 | 42 | 41 | +1  |
|  | 11.  | Defensa y Justicia | 51 | 38 | 13 | 12 | 13 | 47 | 38 | +9  |
|  | 12.  | Ben Hur            | 50 | 38 | 12 | 14 | 12 | 37 | 35 | +2  |
|  | 13.  | Aldosivi           | 48 | 38 | 14 | 6  | 18 | 39 | 50 | −11 |
|  | 14.  | Juv. Antoniana     | 47 | 38 | 13 | 8  | 17 | 36 | 36 | 0   |
|  | 15.  | Unión (SF)         | 46 | 38 | 9  | 19 | 10 | 45 | 48 | −3  |
|  | 16.  | CAI                | 44 | 38 | 10 | 14 | 14 | 39 | 47 | −8  |
|  | 17.  | Ferro Carril Oeste | 43 | 38 | 11 | 10 | 17 | 30 | 43 | −13 |
|  | 18.  | San Martín (M)     | 43 | 38 | 12 | 7  | 19 | 40 | 57 | −17 |
|  | 19.  | El Porvenir        | 40 | 38 | 11 | 7  | 20 | 32 | 53 | −21 |
|  | 20.  | Huracán (TA)       | 39 | 38 | 9  | 12 | 17 | 35 | 50 | −15 |

Aggiornato al 13 maggio 2006. Fonte: AFA
  Ammesse ai play-off.

## Promozione

### Spareggio titolo
Questo incontro si svolge tra i vincitori del torneo Apertura e quello Clausura. Il vincitore sarà dichiarato campione del torneo e promossa in Primera Division. 
| Squadra 1  | Totale | Squadra 2     | Andata | Ritorno |
| ---------- | ------ | ------------- | ------ | ------- |
| Godoy Cruz | 4 - 2  | Nueva Chicago | 1 - 1  | 3 - 1   |

### Playoff promozione
Questo incontro si svolge tra la sconfitta dello spareggio per il titolo e la migliore classificata della classifica generale. La squadra vincitrice viene promossa in Primera División mentre la sconfitta si giocherà lo spareggio contro la 18° della classifica retrocessione della Primera División.
| Squadra 1     | Totale | Squadra 2 | Andata | Ritorno |
| ------------- | ------ | --------- | ------ | ------- |
| Nueva Chicago | 6 - 4  | Belgrano  | 3 - 1  | 3 - 3   |

### Torneo Reducido
Questo torneo è giocato tra le successive migliori quattro classificate della classifica generale e la vincitrice giocherà lo spareggio promozione contro la 17° della classifica retrocessione della Primera División.

#### Semifinali
| Squadra 1         | Totale | Squadra 2       | Andata | Ritorno |
| ----------------- | ------ | --------------- | ------ | ------- |
| Huracán           | 5 - 3  | San Martín (SJ) | 2 - 3  | 3 - 0   |
| Chacarita Juniors | 2 - 0  | Talleres (C)    | 0 - 0  | 2 - 0   |

#### Finale
| Squadra 1         | Totale | Squadra 2 | Andata | Ritorno |
| ----------------- | ------ | --------- | ------ | ------- |
| Chacarita Juniors | 2 - 3  | Huracán   | 0 - 3  | 2 - 0   |

### Spareggio promozione
| Squadra 1 | Totale | Squadra 2          | Andata | Ritorno |
| --------- | ------ | ------------------ | ------ | ------- |
| Huracán   | 3 - 3  | Argentinos Juniors | 1 - 1  | 2 - 2   |
| Belgrano  | 4 - 2  | Olimpo             | 2 - 1  | 2 - 1   |

#### Verdetti
- Belgrano promossa in Primera División 2006-2007
- Huracán resta in Primera B Nacional

## Retrocessione
Le squadre con affiliazione diretta all'AFA, cioè quelle provenienti dalla città di Buenos Aires, dalla sua area metropolitana e dalla città di Rosario, vengono retrocesse in Primera B Metropolitana, mentre quelle con affiliazione indiretta vengono relegate nel Torneo Argentino A. Le penultime classificate di ciascuna affiliazione affrontano le vincitrici del torneo Reducido delle due categorie inferiori per l'eventuale retrocessione.
Le due squadre con il peggior promedio retrocedono nel torneo corrispondente alla propria affiliazione.
| Pos. | Club               | 2003-04 | 2004-05 | 2005-06 | Totale | Giocate | Media | Affiliazione |
| ---- | ------------------ | ------- | ------- | ------- | ------ | ------- | ----- | ------------ |
| 1.   | Belgrano           | 57      | 53      | 62      | 172    | 114     | 1.509 | Indiretta    |
| 2.   | Huracán            | 54      | 61      | 56      | 171    | 114     | 1.500 | Diretta      |
| 3.   | Godoy Cruz         | 58      | 47      | 63      | 168    | 114     | 1.474 | Indiretta    |
| 4.   | Atlético Rafaela   | —       | 58      | 53      | 111    | 76      | 1.461 | Indiretta    |
| 5.   | Tigre              | —       | —       | 55      | 55     | 38      | 1.447 | Diretta      |
| 6.   | Almagro            | 58      | —       | 52      | 110    | 76      | 1.447 | Diretta      |
| 7.   | Nueva Chicago      | —       | 55      | 54      | 109    | 76      | 1.434 | Diretta      |
| 8.   | Chacarita Juniors  | —       | 45      | 60      | 105    | 76      | 1.382 | Diretta      |
| 9.   | San Martín (SJ)    | 50      | 52      | 55      | 157    | 114     | 1.377 | Indiretta    |
| 10.  | Talleres (C)       | —       | 49      | 55      | 104    | 76      | 1.368 | Indiretta    |
| 11.  | CAI                | 47      | 61      | 44      | 152    | 114     | 1.333 | Indiretta    |
| 12.  | Huracán (TA)       | 62      | —       | 39      | 101    | 76      | 1.329 | Indiretta    |
| 13.  | Ben Hur            | —       | —       | 50      | 50     | 38      | 1.316 | Indiretta    |
| 14.  | Ferro Carril Oeste | —       | 45      | 60      | 105    | 76      | 1.307 | Diretta      |
| 15.  | Aldosivi           | 50      | 52      | 55      | 157    | 114     | 1.263 | Indiretta    |
| 16.  | Unión (SF)         | —       | 45      | 60      | 105    | 76      | 1.263 | Diretta      |
| 17.  | San Martín (M)     | 50      | 52      | 55      | 157    | 114     | 1.228 | Indiretta    |
| 18.  | Defensa y Justicia | 48      | 40      | 51      | 139    | 114     | 1.219 | Diretta      |
| 19.  | El Porvenir        | 52      | 46      | 40      | 138    | 114     | 1.211 | Diretta      |
| 20.  | Juv. Antoniana     | 42      | 45      | 47      | 134    | 114     | 1.175 | Indiretta    |

Aggiornato al 13 maggio 2006. Fonte: AFA

### Playout
| Squadra 1       | Totale | Squadra 2          | Andata | Ritorno |
| --------------- | ------ | ------------------ | ------ | ------- |
| Deportivo Morón | 4 - 4  | Defensa y Justicia | 1 - 1  | 3 - 3   |
| San Martín (T)  | 1 - 0  | San Martín (M)     | 1 - 0  | 0 - 0   |

#### Verdetti
- Defensa y Justicia resta in Primera B Nacional
- San Martín (M) retrocessa in Torneo Argentino A 2006-2007